# Zap't'Balls: The Advanced Edition
Zap't'Balls: The Advanced Edition est un jeu vidéo d'action édité en 1992 par NoName EDV-Service pour Amstrad CPC. C'est une version améliorée de Zap't'Balls publié par la revue allemande CPC Amstrad International.

## Système de jeu
Zap't'Balls: The Advanced Edition est un clone de Pang. Le joueur contrôle Ramses, un petit bonhomme équipé d'un « zapper », arme spéciale tirant une sorte de harpon. Son but est de détruire Morlock, un scientifique fou, en visitant les 4 mondes qui composent le jeu.
Chaque monde comporte plusieurs tableaux dont le niveau est progressif. Chaque tableau est caractérisé par une ou plusieurs grosses boules qui rebondissent dans le décor et que Ramses doit détruire à l'aide de son zapper. À chaque fois que Ramses touche une boule, celle-ci se divise en une ou deux boules plus petites. Il lui faut alors recommencer sur les boules plus petites, qui se diviseront elles-mêmes, et ainsi de suite jusqu'à détruire enfin des boules minuscules, de plus en plus dures à ajuster.

## Accueil
Le jeu reçoit de bonnes critiques de la presse spécialisée. Amstrad 100% lui donne la note de 86%.